# Parti socialiste démocrate
Ne doit pas être confondu avec Parti socialiste démocratique (Maroc).
Le Parti socialiste démocrate (PSD, arabe : حزب الاشتراكي الديمقراطي) était un parti politique marocain créé d'une scission du Front pour la défense des institutions constitutionnelles le 14 avril 1964 par Ahmed Reda Guedira, alors ministre des Affaires étrangères.
Le PSD, malgré étant majoritairement issu du parti des libéraux indépendants, a défendu une ligne politique plus à gauche réclamant que « le développement de l'économie marocaine sera socialiste ou ne sera pas » en préconisant des réformes structurelles incluant « la planification, réforme agraire, contrôle direct par l'État des secteurs de base de l'économie, industrialisation du Maroc, redistribution des revenus, réforme des structures commerciales avec la marocanisation du commerce intérieur »,. Le parti est rapidement devenu inactif en conséquence de la dissolution du Parlement et la décrétation de l'état d'exception en juin 1965.
Les dirigeants importants du parti incluaient le Premier ministre Ahmed Bahnini en tant que président; Ahmed Reda Guedira, ministre des Affaires étrangères et conseiller du roi Hassan II, comme secrétaire général du parti; Mohamed Laghzaoui, ministre de l'Industrie, du Tourisme, de l'Artisanat et des Mines, directeur général de l'Office chérifien des phosphates, faisant office de trésorier du parti,. Le président de la Chambre des conseillers Mfadel Cherkaoui était également encarté au PSD, tout comme les ministres Moulay Ahmed Alaoui et Driss Slaoui. 
Le parti avait pour organe de presse le journal arabophone Al-Watan.